# Fatal Bond
Fatal Bond (br: Ligação Fatal) é um filme australiano de 1992 dirigido por Vincent Monton, e estrelado por Linda Blair e Jerome Ehlers. Foi filmado nas praias do norte de Sydney na Austrália.